# Zlatko Portner
Zlatko Portner, jugoslovanski (srbski) rokometaš, * 16. januar 1962, Ruma, † september 2020.
Leta 1988 je na poletnih olimpijskih igrah v Seulu v sestavi jugoslovanske rokometne reprezentance osvojil bronasto olimpijsko medaljo.